# Astragalus beatleyae
Astragalus beatleyae es una especie de planta herbácea perteneciente a la familia de las leguminosas. Es originaria de Estados Unidos.  

## Distribución
Es una planta herbácea perennifolia que se encuentra en Estados Unidos en Nevada,

## Taxonomía
Astragalus beatleyae fue descrita por Rupert Charles Barneby y publicado en Aliso 7(2): 161–163. 1970.
Etimología
Astragalus: nombre genérico derivado del griego clásico άστράγαλος y luego del Latín astrăgălus aplicado ya en la antigüedad, entre otras cosas, a algunas plantas de la familia Fabaceae, debido a la forma cúbica de sus semillas parecidas a un hueso del pie.
beatleyae: epíteto  otorgado en honor del botánico Janice Carson Beatley (1919-1987). 